# Modisimus texanus
Modisimus texanus is een spinnensoort uit de familie trilspinnen (Pholcidae). De soort komt voor in de Verenigde Staten en Mexico.